# Charles de Bonchamps
Charles de Bonchamps   (Anjou, 10 de maig de 1760 - Saint-Florent-le-Vieil, 18 d'octubre de 1793) fou un soldat francès, fill de Charles Louis Artus, marquès de Bonchamps. Va ser comandant dels exèrcits de la Vendée durant la Revolta de La Vendée.
Es manté famós per haver perdonat gairebé 5.000 soldats republicans després de la batalla de Cholet del 17 d'octubre de 1793, batalla en la qual serà ferit mortalment.

## Biografia
Va servir amb distinció durant la Guerra de la Independència dels Estats Units. Va ser capità del regiment Aquitània quan la Revolució Francesa, a la qual era hostil, i el va fer abandonar el servei el 1791, després de negar-se a jurar el Constituent. Es va retirar al seu castell, La Baronnière, a La Chapelle-Saint-Florent a prop de Saint-Florent-le-Vieil; és allà on els insurgents de Vendée venen a buscar-lo el 13 de març de 1793 per posar-lo al capdavant. Sota el seu comandament, van foragitar la guarnició de Montjean-sur-Loire. La seva esposa Marie Renée Marguerite de Scépeaux de Bonchamps el segueix a la guerra.
General prudent i hàbil, de vegades va derrotar les tropes republicanes; però els seus companys l'acusen sovint d'indecisió i tebiesa. Va ser escollit el 1793 junt amb Maurice D'Elbée com a general de l'exèrcit catòlic i reial de la Vendée. Primer va obtenir cert èxit a Anjou, i va contribuir a la captura de Bressuire i Thouars, però va fallar davant Nantes.
El 17 de setembre de 1793, l'Exèrcit Catòlic i Reial, comandat per Charette i Bonchamps, es dirigí per ordre de batalla a la vora de la carretera principal de Tiffauges a Cholet, enfront de Torfou, fou atacat pels republicans sota les ordres de Kléber. L'atac és tan impetuós que els vilatans i l'alçada són evacuats gairebé immediatament i ocupats per Kléber; però el retrocés dels vendeans no és un vol; s'alça darrere de tanques i séquies. La batalla comença de nou, i Kléber tenint l'avantatge de la posició, carrega sobre els vendeneans amb la baioneta per foragitar-los; però els fugitius, en lloc de tirar-se enrere, corrien per l'esquerra dels republicans per agafar-los al seu flanc i desviar-los. Aquesta maniobra requereix la retirada de Kléber després de cinc hores d'una cruenta lluita en què les dues parts mostren el mateix coratge i la gran determinació. Els soldats pertanyents a la columna de Mayençaise són tallats en lloc de renunciar a les armes. Aquesta columna deu sobretot la seva salvació a l'heroica resolució de Chevardin, cap del batalló de caçadors de Saône-i-Loire.

Kléber, ja greument ferit i sentint-se cada cop més pressionat pels vendeans, arriba al pont de Boussay, allà hi posa dos trossos de canó. I li va dir a Chevardin: 
| « | <<Vas a quedar-te aquí i defensarà aquest passatge. Seràs assassinat, però salvaràs els teus camarades. Chevardin respon: Sí, general. Lluita i mor al lloc que se li assigna, però el pas no és forçat.>> | » |

 Després d'aquest fracàs, el general en cap Canclaux ordena que el general Beysser es dirigeixi a Boussay. Charette i Bonchamps decideixen atacar-lo. Es reuneixen a Montaigu i allà, arran d'una baralla on el general republicà, atropellat per un biscaïà, mort en uns moments, la seva columna es posa en ple desordre i fuig, perseguida ràpidament cap a Aigrefeuille.
Des de Montaigu, Charette camina cap a Saint-Fulgent, on derrota de nou als republicans, agafa 22 canons, els seus equipatges i nombroses municions. El 22 de setembre de 1793, Bonchamps i d'Elbée ataquen el general Canclaux a prop de Clisson. Bonchamps ja s'ha fet amb els vagons, les ambulàncies i part de l'artilleria republicana; però Charette no arriba a la reunió i els vendeans són derrotats al seu torn.
El 30 de setembre de 1793, Kléber, posat a les ordres de Canclaux, va reunir dues lligues de Montaigu, els avançats de Bonchamps i d'Elbée. Aquests generals estan acampats per aquest costat amb 40.000 homes i una gran quantitat d'artilleria. Kléber dona el senyal per a l'atac. "No tenim canons, diuen alguns oficials. Les respostes generals Bé! tornem a portar aquí els que hem perdut a Torfou". Després d'una ferotge lluita de dues hores, els vendeans, pertorbats per la impetuositat d'una càrrega de baioneta, van ser desordenats.
En les batalles de Saint-Christophe-du-Ligneron i La Tremblaie, les hosts vendeanes, comandades per Bonchamps, d'Elbée, Lescure i La Rochejaquelein, continuen colpejades després d'una cruenta lluita. La lesió fou una ferida fatal.

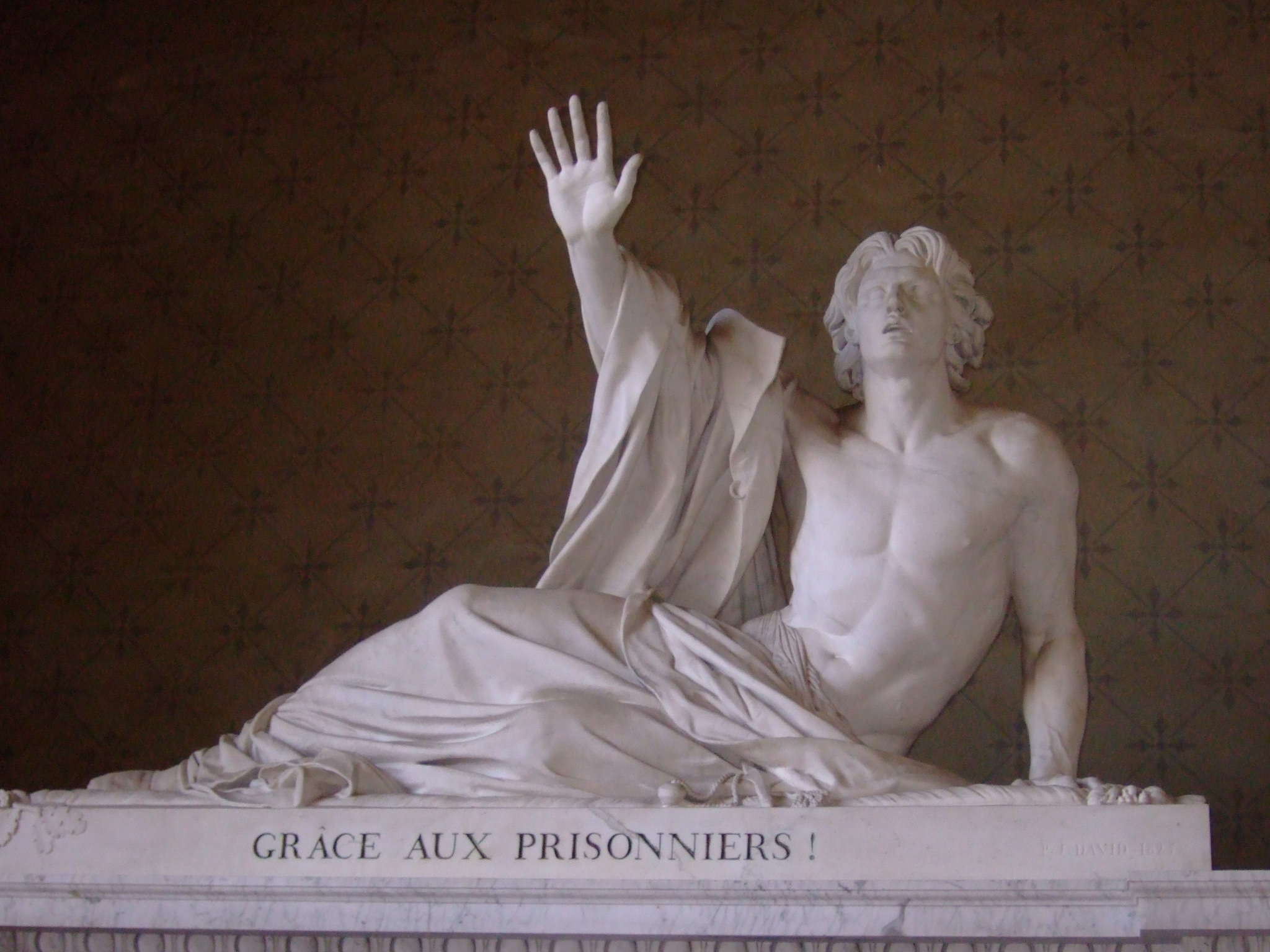
Escultura en honor de Bonchamps, de David d'Angers

A la batalla de Cholet, el 17 d'octubre de 1793, 24.000 republicans van lluitar contra 40.000 vendeans desanimats, molt mal armats i encara més poc disciplinats. Hi ha poques batalles on les masses van xocar amb tanta fúria. Els vendeans tenien l'avantatge des de feia temps. És el jove general republicà Marceau qui decideix la victòria al costat dels republicans. Mai, diu Kléber, els vendeans han tingut una lluita tan obstinada, tan ben ordenada; lluiten com els tigres i els seus adversaris com els lleons. Les pèrdues per als insurgents ascendeixen a 8.000 homes morts o ferits. D'Elbée va resultar greument ferit i Bonchamps ferit fatal. Aquest últim, portat a Saint-Florent-le-Vieil, Va ordenar el perdó i l'alliberament de 5.000 soldats republicans pel dia següent, 18 d'octubre, el dia de la seva mort. Madame de Bonchamps, morta el 1845, relata a les seves memòries els darrers moments del seu marit:
| « | <<Monsieur de Bonchamps, després de la seva ferida, va ser transportat a Saint-Florent, on hi ha 5.000 presoners tancats a l'església. La religió havia preservat fins aleshores als vendeans de cruentes represàlies; però quan se'ls va dir que el meu desgraciat marit estava ferit mortalment, la seva fúria va igualar la seva desesperació; van jurar la mort dels presos. Monsieur de Bonchamps havia estat portat a Monsieur Duval, a la part baixa de la ciutat. Tots els oficials del seu exèrcit es van posar de genolls al voltant del matalàs sobre el qual estava estirat, esperant ansiosament la decisió del cirurgià. Però la ferida no va deixar cap esperança; Monsieur de Bonchamps oh va reconèixer per la tristesa que regnava sobre totes les figures. Va intentar calmar el dolor dels seus oficials, va instar a que les seves darreres ordres fossin realitzades i de seguida va ordenar que es donés vida als presos; i després girant cap a Autichamp, va afegir: Amic meu, aquesta és segurament l'última comanda que us faré, permeteu-me que us asseguri que es realitzarà. De fet, aquesta ordre, donada al seu llit de mort, va produir tots els efectes que calia esperar; els soldats eren poc coneguts quan cridaven des de tots els costats: Gràcia! Gràcies! Bonchamps ho ordena!. I els presoners es van salvar>>. | » |

Bonchamps va morir el 18 d'octubre a les 23 hores a la Meilleraie prop de Varades. La seva tomba es troba a l'abadia de Saint-Florent-le-Vieil després les seves restes van ser traslladats per la seva família a l'inici del segle xix. Monsieur de Barante, editor de les Memòries de Madame de La Rochejaquelein, afirma que pocs dies després del funeral de Bonchamps, els republicans l'exhumaren ai li tallaren cap per a enviar-lo a la Convenció.
Entre els presos indultats hi havia el pare de l'artista David d'Angers. Aquest darrer erigeix la famosa estàtua del perdó de Bonchamps, l'original de la qual es pot veure a l'església de l'abadia de Saint-Florent-le-Vieil i una còpia al museu David d'Angers ubicat en una antiga Abadia de la vila d'Angers.

## Mirades contemporànies
| « | <<Monsieur de Bonchamp, cap de l'exèrcit d'Anjou, era un home de trenta-dos anys: havia lluitat a l'Índia amb distinció, com a capità d'infanteria, sota mestre de Suffren. Tenia una reputació de valor i talent que mai he sentit desafiar ni una vegada; era reconegut pels més hàbils dels generals; es deia que la seva tropa estava més ben formada que les altres; no tenia cap ambició ni pretensions; com a persona era amable i fàcil; era molt estimat en el gran exèrcit i era plenament confiat. Però no era feliç en els combats: rarament apareixia al foc sense ferir-se i el seu exèrcit era sovint privat de la seva presència; és també per aquesta causa que i mai no l'havien portat a veure-ho.>> | » |

- Victòria de Donnissan de La Rochejaquelein, Memòries.

| « | <<"Bonchamps va ser el que més va agradar als rebels i a qui es van atorgar els més grans talents".>> | » |

* Jean-Baptiste Kléber